# Kid 'in' Africa
Kid 'in' Africa è un cortometraggio comico del 1933 diretto da Charles Lamont, con protagonista Shirley Temple.

## Descrizione
Si tratta dell'ottavo ed ultimo cortometraggio nel serial cinematografico in otto episodi Baby Burlesks, che satireggiava recenti produzioni cinematografiche ed eventi politici dell'epoca. Il cast era interamente composto da bambini in età pre-scolare vestiti spesso solo di un pannolino fermato da una grossa spilla da balia, o in alternativa con indumenti da adulti. Nella sua autobiografia, Shirley Temple descrisse Baby Burlesks "un cinico sfruttamento della nostra innocenza infantile", e fece notare come questi cortometraggi fossero talvolta razzisti o sessisti.
Il cortometraggio dura 10 minuti ed è una satira dei film di Tarzan, ambientato nella giungla. Temple interpreta Madam Cradlebait, un'esploratrice catturata da una tribù selvaggia che viene salvata da "Diaperzan", interpretato da Danny Boone Jr. a cavallo di un elefante. Per i membri della tribù cannibale furono utilizzati un gruppo di bambini afroamericani. Curiosamente, in una scena viene mostrato un cartello pubblicitario del lassativo Ex-Lax, davanti all'ingresso dell'hotel Squaldorf nella giungla.
Questo fu l'episodio meno popolare della serie, la cui produzione fu interrotta subito dopo.

## Distribuzione
Presentato in anteprima il 6 ottobre 1933 negli Stati Uniti, Kid 'in' Africa venne distribuito nelle sale cinematografiche dalla 20th Century Fox. Dal 2009 è disponibile in formato DVD insieme a tutti gli altri episodi del serial Baby Burlesks.